# 河南洛陽性奴案
河南洛陽性奴案，是一起发生在洛阳市的一起刑事案件，犯罪人是34岁的李浩，2006年5月消防部队退伍，2006年11月被安置到河南省洛阳市质量技术监督局稽查大队工作。

## 过程
2009年8月，李浩在洛阳市西工区凯旋东路景福苑小区自行購買的地下室內开挖地洞，先通过一个3.4米深、有梯子的竖井，再通过一个4.7米长的横井才可进入地窖，竖井、横井直径约为50厘米。李浩先後將分别从洛阳市不同的KTV、小美容美发店、按摩店等场所诱骗了6名女子騙至地下室關進洞內，強迫女子進行網絡色情表演和進行性侵害，並組織女子外出賣淫牟取錢財，其中2人因反抗遭到李浩杀害。
同年10月、12月，李浩将“张宣宣”（系化名）、段某某骗至地下室。2010年12月，李浩将姜某某骗至地下室。2011年3月、5月、7月，李浩将张某某、蔡某某及马某某骗来拘禁。李浩逼迫蔡某某吃糞便喝尿液。然后李浩勒死了蔡某某。
2011年9月3日，一名女子向洛阳警方110报案，称自己被“大哥”挟持非法囚禁于地下密室，在被带出强迫卖淫时侥幸逃出，该地下密室还囚禁了5名女子，其中2名女子已被“大哥”杀害。警方于当天到达案发现场解救了另外3名女子，李浩于9月3日被抓获归案。获救女子中3人为洛阳人，1人为河南新乡人，其中年龄最小的16岁，最大的24岁。
2011年9月25日，洛阳市质量技术监督局也作出对李浩事件的处理意见，在征求司法机关意见后，按法定程序对犯罪嫌疑人李浩开除党籍公职，继续追究李浩事件相关人员的责任。
2011年9月27日，被从地窖中解救的4名女子因涉嫌故意伤害致人死亡被检察机关批准逮捕。
2012年11月30日上午，河南省洛阳市中级人民法院对李浩故意杀人、强奸、组织卖淫、非法拘禁，制作、传播淫秽物品牟利案进行一审宣判：主犯李浩被判处死刑，剥夺政治权利终身，并处罚金人民币一万元。在李浩的胁迫、指使下，被告人段某某参与杀害两名被害人，被告人姜某某、张某某参与杀害一名被害人，均构成故意杀人罪。因这三名被告在受到李浩囚禁、威胁的情况下被胁迫参加犯罪，依法应当减轻处罚，遂判决被告人段某某犯故意杀人罪，判处有期徒刑三年。被告人姜某某、张某某犯故意杀人罪，判处缓刑。被告人李媛犯窝藏罪，判处缓刑。
2014年1月21日，经最高人民法院核准，罪犯李浩在河南省洛阳市被依法执行死刑。